# Nolina atopocarpa
Nolina atopocarpa là một loài thực vật có hoa trong họ Măng tây. Loài này được Bartlett mô tả khoa học đầu tiên năm 1909.

## Hình ảnh

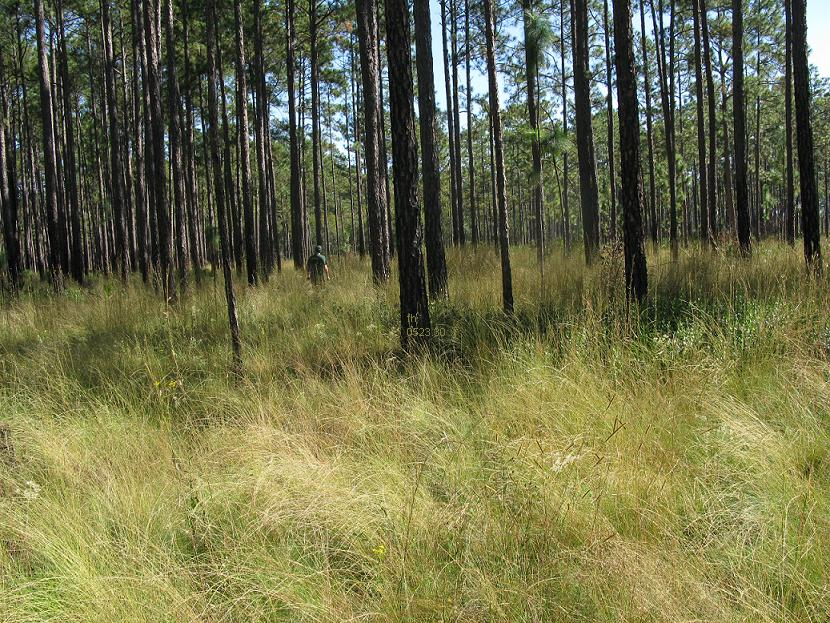
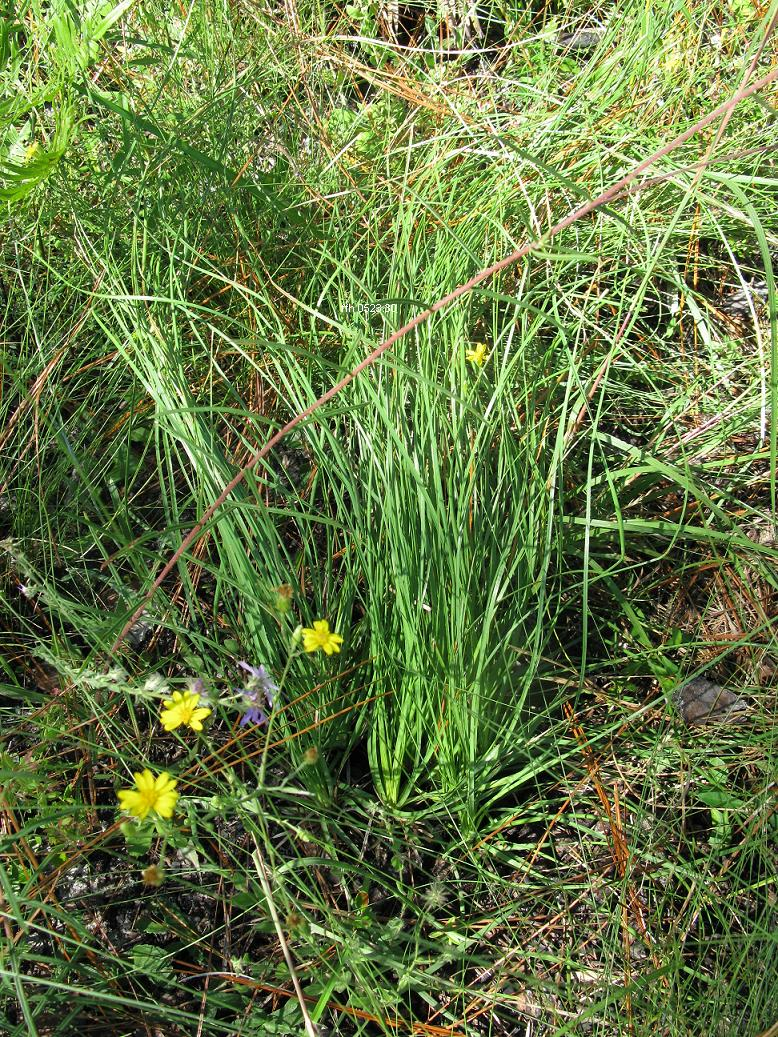
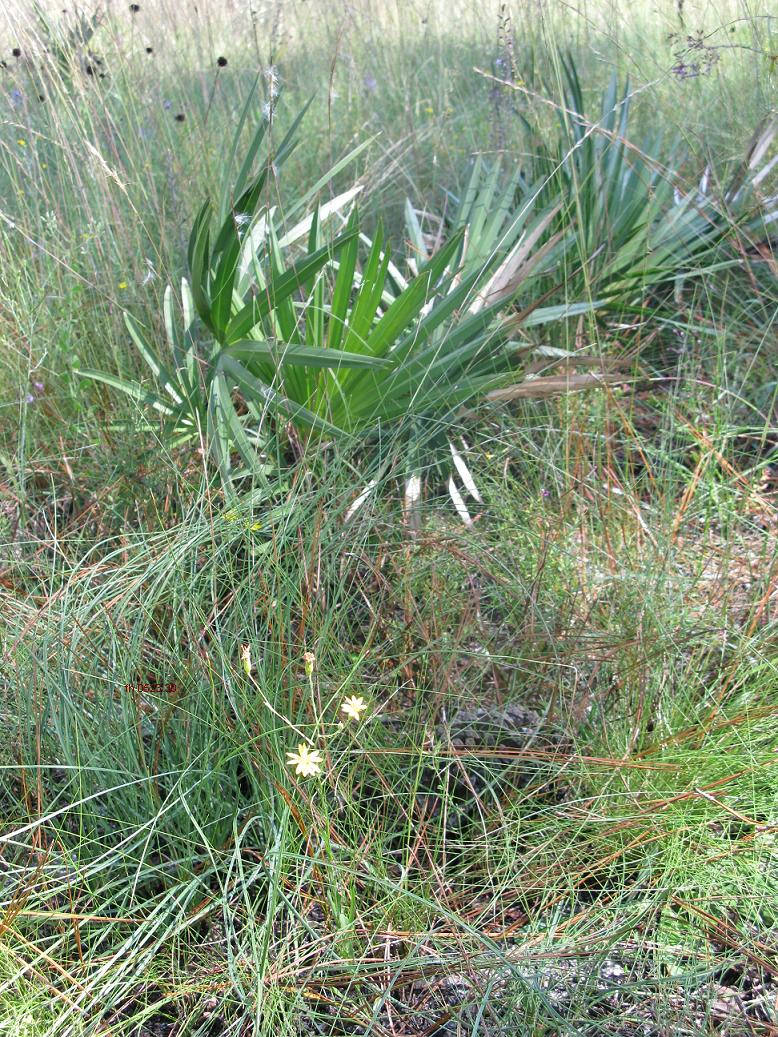